# 2305-ös mellékút (Magyarország)
A 2305-ös számú mellékút egy nagyjából tizenhat kilométer hosszú, négy számjegyű mellékút, nagyobb részben Heves vármegye északi, kisebb részben Nógrád vármegye keleti részén.

## Nyomvonala
A 23-as főútból ágazik ki, annak a 23+300-as kilométerszelvénye közelében, északi irányban, a Heves vármegyei Pétervására területén; ugyanott ágazik ki az ellenkező irányban a 24 121-es út is. Nagyjából végig a Tarnával párhuzamosan, vagy legalábbis annak közelében halad. Másfél kilométer után lép át Erdőkövesd településre, ennek központját a 2+700-as kilométerszelvénye közelében éri el, ahol kiágazik belőle a 23 113-as út észak-északkeleti irányban. 5,5 kilométer után keresztezi a Tarnát, kis szakaszon belép Váraszó külterületére (a község lakott területére csak az előbb említett 23 113-as vezet), majd Istenmezeje a következő, útjába eső települése. A község központját a 9. kilométerénél, a hozzá tartozó Szederkénypusztát pedig a 14. kilométere előtt éri el.
A 14+300-as kilométerszelvénye közelében átlép Nógrád vármegyébe, elhalad Istenmezeje, Szilaspogony és Zabar hármashatárának közvetlen közelében, majd pár száz méteren keresztül e két utóbbi falu határvonalán húzódik. A 14+600-as kilométerszelvénye körül ágazik ki belőle nyugat felé a 23 111-es út (Szilaspogony lakott területe felé), már teljesen zabari területen, a 15+600-as kilométerszelvénye körül pedig, északkelet felé a 2306-os út, Külsőzabar központjában, ez utóbbi Ózd bolyoki városrészénél csatlakozik a 25-ös főútba. 
Kilométer-számozása ott ér véget, ahol beletorkollik a Salgótarján felől érkező 2304-es út – az országos közutak térképes nyilvántartását szolgáló kira.gov.hu adatbázisa szerint 16,195 kilométer megtétele után –, Folytatása ma csak mezőgazdasági út, amely Cered Utaspuszta nevű, külterületi településrésze felé vezet. Az út továbbvezetett a trianoni békeszerződést követően  előtt és sokáig utána is a jelenleg Szlovákiához tartozó Almágy felé, a határvonalon kiágazással Gömörpéterfala irányába.

## Története
1934-ben a kereskedelem- és közlekedésügyi miniszter 70 846/1934. számú rendelete a teljes hosszában harmadrendű főúttá nyilvánította, további mai mellékúti útszakaszokkal együtt, 214-es útszámozással. (Az akkori 214-es főút Kápolnától Sirok, Pétervására és Zabar érintésével egészen a (felső)utaspusztai határátkelőhelyig húzódott.)